# Ars Magica
Ars Magica è un gioco di ruolo di genere storico-fantasy, creato da Jonathan Tweet e Mark Rein·Hagen. Il manuale della Traduzione della 3ª edizione è stato pubblicato in italiano dalla Das Production nel 1993.

## Ambientazione
Ars Magica è ambientato nell'Europa Mitica, una versione alternativa dell'Europa del XIII secolo e per l'esattezza nel 1220. L'unica differenza proposta dal gioco rispetto al periodo storico originale è rappresentato dal Paradigma Medievale, un teorema che afferma che in questa ambientazione la magia esiste così come esistono nel gioco tutti quei miti e quelle leggende giunti dopo millenni a noi. In sostanza tutto quello in cui l'uomo medievale credeva sono realtà nel gioco.

La caratteristica peculiare di questo medioevo parallelo (come il nome del gioco suggerisce) è la forte presenza della magia, governata da un sistema molto intuitivo, dinamico e flessibile, i cui segreti sono in mano ai Magi. Essi sono suddivisi in 12 Casate con ideologie e peculiarità diverse, ma riuniti tutti sotto l'insegna dell'Ordine di Hermes, un'organizzazione diffusa in tutta l'Europa Mitica che deve mantenere la sua esistenza segreta ai più per non incorrere nella persecuzione perpetrata da Chiesa e profani (il nome dato dai Magi a tutti coloro che non sanno usare la magia).
Piccoli gruppi di Magi spesso fondano delle Congreghe dette Covenant o Alleanze, una sorta di casa madre dove ritornare dopo ogni avventura e base per le operazioni future. In ultimo, ma non per questo meno importante, l'Alleanza custodisce tutto il sapere dei Magi e i loro Laboratori, elementi importanti per lo studio nell'arte della magia o per la creazione di nuovi incantesimi o potenti oggetti magici, talismani e altro ancora.

Le Alleanze spesso risiedono in piccoli castelli (ma anche torri o vere e proprie cittadelle) costruiti in luoghi di particolare potere mistico (o Aura Magica), ma non sono casi isolati quelli di Alleanze custruite (e nascoste) dentro i confini di una città.
Il gioco è incentrato sulle vicende dei Magi (idealmente i giocatori) ed i loro alleati (Compagni o Grog). I giocatori possono infatti interpretare sia il ruolo dei Magi che quello di altre figure gravitanti attorno a loro (Compagni e Grog appunto) in modo da poter continuare a giocare mentre il loro personaggio principale è impegnato in lunghi periodi di studio. I Compagni sono figure particolarmente importanti nel mondo medievale come frati, preti, nobili o cavalieri, mentre i grog sono invece la bassa manovalanza come fabbri, soldati semplici, sentinelle e servitù in generale. Entrambi aiutano i Magi nel perpetuare i loro scopi e imperscrutabili progetti.

Contribuisce all'atmosfera di autenticità dell'ambientazione il fatto che numerosi termini di gioco siano in latino medievale.

## Sistema di gioco
Il sistema di gioco è abbastanza innovativo e completamente basato su dadi a dieci facce.  Il fulcro del gioco è il sistema magico. Ci sono 15 Arti divise in 5 Tecniche e 10 Forme. Le Tecniche rappresentano le azioni che si vuole compiere con la magia mentre le Forme rappresentano l'oggetto dell'azione stessa. Questo è a volte chiamato sistema magico "verbo/nome". Lanciare incantesimi è l'atto di combinare una Tecnica ed una Forma sotto il controllo del mago.
Le Arti sono chiamate con nomi latini.
- Le Tecniche, chiamate dalla prima persona singolare del verbo latino, sono: Creo, Intellego, Muto, Perdo e Rego (che rappresentano le azioni del creare, percepire o comprendere, cambiare, distruggere e controllare).
- Le Forme sono: Animal, Auram, Aquam, Corpus, Herbam, Ignem, Imaginem, Mentem, Terram, Vim (che influenzano in ordine animali, aria, acqua, corpo umano, piante, fuoco, immagini/sensazioni, mente umana, terra e magia grezza).

Quindi gli incantesimi Creo Ignem creano fuoco (e i normali effetti del fuoco come calore e luce), mentre gli incantesimi Perdo Imaginem distruggono immagini ed altri stimoli sensoriali (invisibilità, silenzio, rendere cibi e bevande insipidi, etc.) e gli incantesimi Creo Mentem generano idee, memorie ed intenzioni nella mente di una persona.
I maghi hanno incantesimi che studiano ed apprendono (magia codificata) ma possono anche creare nuovi effetti all'occorrenza (magia spontanea). La magia spontanea è meno potente, ma molto più versatile, della magia codificata. La magia è un serio oggetto di studio e si suppone che i maghi passino la maggior parte del tempo nei loro laboratori, preparando nuovi incantesimi e pozioni ed aumentando la loro conoscenza delle Arti.
Altre innovazioni del regolamento furono l'enfasi piazzata sulla casa dei personaggi, il covenant e la sua definizione inserita nelle meccaniche di gioco, in modo da poter generare agganci per generare avventure e l'introduzione da parte di Jonathan Tweet di un sistema "dado+bonus" per i tiri abilità, invece delle meccaniche di tirare e ottenere un risultato basso (come i tiri percentuali o tirare e ottenere un risultato alto come per il THAC0, limitate dal valore del dado e che non permettevano il confronto dei risultati. Altri sistemi che all'epoca introdussero meccaniche simili furono Talislanta (1987) e Teenage manga mutanti (Teenagers from Outer Space, 1987) e Cyberpunk (1988).

## Storia
Ars Magica fu pubblicato originariamente dalla Lion Rampant che pubblicò anche la seconda edizione del gioco. I diritti passarono alla White Wolf quando questa venne formata dalla fusione della Lion Rampart con la White Wolf Publishing. La White Wolf pubblicò la terza edizione nel 1989, tale edizione viene tradotta e pubblicata in italiano dalla Das Production nel 1993. Il gioco è poi passato alla Wizards of the Coast e infine è stato ripubblicato dalla Atlas Games nel 1994.
Nel 2004 è stata pubblicata la quinta edizione, che ha vinto l'Origins Award per Best Role Playing Game of 2004, questa versione è stata prodotta in versione italiana a Marzo 2018 dalla Raven.